# کونفینس
کونفینس (انگلیسی: Confines) نام یک منطقه مسکونی در کلمبیا است.